# Piotr Naczko
Piotr Naczko herbu Doliwa, właściwie Naczko (ur. w XIV w., zm. w XV w.) – bojar litewski, adoptowany podczas unii horodelskiej (1413), starosta brzeski (1433), kasztelan trocki (1452–1455).
W dokumentach historycznych nosi nazwisko patronimiczne Ginwiłowicz.

## Życiorys
Naczko po przyjęciu chrztu nosił chrześcijańskie imię Piotr.
Biorąc udział w zjeździe w 1413 r. na mocy unii horodelskiej został adoptowany do polskiego herbu Doliwa, przez przedstawicieli polskiego rodu Doliwitów – Macieja Kota, Janusza Furmana i Piotra z Falkowa. 
W latach 1431–1432 występuje bez żadnego pełnionego urzędu. Dopiero od 1433 roku piastuje urząd starosty brzeskiego na długi czas. Jan Długosz wspomina o Onaczu, staroście brzeskim, pod 1440 rokiem, jako o stronniku Michała, syna Zygmunta Kiejstutowicza, który wzbronił wejścia do zamku brzeskiego Kazimierzowi Jagiellończykowi. Mimo to pozostał na stanowisku owego starosty, a potem nawet otrzymuje od Kazimierza nadania na Podlasiu i na Litwie. W latach 1452–1455 jest kasztelanem trockim. Po roku 1455 znika z jakichkolwiek dokumentów.
Znamy dwie jego pieczęcie, jedna przywieszona jest do aktu rozejmu w Łucku, którą opisał niezbyt dokładnie Jan Zamoyski w swoim Inwentarzu jako: sigillum Raczkonis Gimgoleuicz (zam. Naczkonis Ginivileuicz), z herbem, który dla podobieństwa znaku określa mylnie jako Dryję. Druga pieczęć jest przywieszona do aktu unii trockiej z 1433 roku, która to wyobraża Doliwę niezwykłego kształtu, gdyż zamiast róż są tu niby trzy koła ułożone w słup jedno nad drugim, w otoku znajduje się napis ruski.

### Życie prywatne
Miał ojca o imieniu Ginwił, który na akcie pokoju salińskiego w 1398 roku jest zapisany jako namiestnik trocki. Jego synami byli Andrzejko ("olim strenui Nacz Ginwiłowicz", wspomniany w dokumencie z r.1465 jako posiadacz dworca w Poszakarniach na Żmudzi). Michał Naczowicz (dziedzic Zelwy w dawnym powiecie wołkowyskim, gdzie fundował w r. 1470 kościół, nadając mu dziesięciny z Szydłowiec i ludzi w Małaszkowicach) i Jakub Naczowicz (występuje w dokumencie z roku 1478).
Naczko wywodził się z tego samego rodu co Piotr Lelusz.